# Periodiek onderhoud
Periodiek onderhoud is onderhoud aan gebouwen en installaties op regelmatige basis. Periodiek betekent voor bouwkundige zaken eenmaal per jaar of minder vaak. Voor installatietechniek en liften betekent dit eenmaal per week, maand of meerdere malen (een paar keer) per jaar.
Periodiek onderhoud is een onderhoudsvorm waarin onderhoud op tijd wordt uitgevoerd om schade of verval van bouwkundige zaken of installaties te voorkomen. Dit houdt nog niet in dat het onderhoud echt op tijd wordt uitgevoerd. Vaak is uitvoeren van onderhoud te vroeg, hetgeen wordt veroorzaakt door de wens om risico's te vermijden. Deze risico's zijn:
- schade
- uitval
- storing
- verval (veroudering)
- kans op klachten
- gebreken

Periodiek onderhoud biedt de vastgoedeigenaar geen zekerheid dat deze risico's worden voorkomen. Het biedt de uitvoerende partijen wel zekerheid: een gegarandeerde inzet en daarmee een inkomstenstroom. Dit soort werk is vaak en een onderhoudscontract ondergebracht. Zo een onderhoudscontract is een "inzetverplichting".
Als de vastgoedeigenaar precies op tijd onderhoud uit wil voeren moeten er regelmatig inspecties worden uitgevoerd. Deze inspecties zorgen er dan voor dat er geen tijd en geld wordt gespendeerd aan zaken waar nog geen onderhoud vereist is. Dit soort onderhoud inclusief de inspecties wordt vaak in een onderhoudscontract vastgelegd. Zo een onderhoudscontract heet vaak prestatiecontract en wordt gezien als een resultaatverplichting.